# جورج كراوز (مصور)
جورج كراوز (بالإنجليزية: George Krause)‏ هو مصور أمريكي، ولد في 24 يناير 1937 في فيلادلفيا في الولايات المتحدة.